# Protocolo Facultativo à Convenção sobre a Eliminação de Todas as Formas de Discriminação contra a Mulher

Estados partícipes e signatários do Protocolo Facultativo à Convenção sobre a Eliminação de Todas as Formas de Discriminação contra a Mulher.
Assinou e ratificou
Acedeu ou sucedeu
Assinou e ratificou, mas não reconhece a competência dos Artigos 8 e 9
Apenas assinou
Não signatário

O Protocolo Facultativo à Convenção sobre a Eliminação de Todas as Formas de Discriminação contra as Mulheres (ou, por sua sigla em inglês, OP-CEDAW) é um protocolo que estabelece mecanismos para notificação e investigação da Convenção sobre a eliminação de todas as formas de discriminação contra as mulheres (CEDAW, por sua sigla em inglês). O Protocolo foi adotado pela Assembleia Geral das Nações Unidas em 6 de outubro de 1999 e entrou em vigor em 22 de dezembro de 2000. Em setembro de 2017, o Protocolo contava com 80 Estados signatários e 109 Estados Partes.[carece de fontes?]
Os Estados Partes do Protocolo conferem jurisdição ao Comitê para a Eliminação da Discriminação contra a Mulher de ouvir reclamações de indivíduos ou investigar "graves ou sistemáticas violações" da Convenção, o que resultou em uma série de decisões contra Estados-Membros, em questões como a violência doméstica, a licença parental e esterilização forçada, bem como uma investigação sobre o assassinato sistemático de mulheres na localidade de Ciudad Juarez, em Chihuahua, no México.[carece de fontes?]

## Origem
Em 1979, a Assembleia Geral das Nações Unidas adotou a Convenção sobre a Eliminação de Todas as Formas de Discriminação contra as Mulheres (CEDAW), que proibia a discriminação contra as mulheres. No entanto, não incluiu nenhum mecanismo pelo qual essa proibição pudesse ser legalmente sancionada. Durante a redação original da CEDAW, um mecanismo para reclamações individuais foi sugerido, mas foi rejeitado na época. Quinze anos depois, a Declaração e Programa de Ação de Viena da Conferência Mundial sobre Direitos Humanos em 1993 sugeriu que novos procedimentos fossem necessários para implementar a Convenção e aconselhou o estabelecimento de um "direito de petição". Um grupo de peritos independentes elaborou um projeto em 1994 que continha uma queixa e um procedimento de investigação. O Comitê para a Eliminação da Discriminação contra as Mulheres adotou este projeto para um estudo posterior no início de 1995. A Quarta Conferência Mundial sobre as Mulheres, em 1995, endossou a ideia e apelou ao desenvolvimento de um projeto de Protocolo Facultativo à Convenção sobre as Mulheres que poderia entrar em vigor de forma imediata.
Em março de 1996, a Comissão das Nações Unidas sobre o Status da Mulher estabeleceu um grupo de trabalho para desenvolver um projeto formal. O projeto foi apresentado no início de 1999, após três anos de deliberações. A Assembléia Geral das Nações Unidas definitivamente aprovou o Protocolo Facultativo da Convenção sobre a Eliminação de Todas as Formas de Discriminação contra as Mulheres em 6 de outubro de 1999.

## Conteúdo
A Convenção sobre a eliminação de todas as formas de discriminação contra as mulheres proibiu a discriminação de gênero, obrigando os Estados a revogar as leis discriminatórias e a garantir a igualdade nos campos da saúde pública, do emprego e da educação. 17 O Protocolo Opcional iguala a CEDAW a outros tratados internacionais de direitos humanos, mas sendo opcional, os Estados não podem ratificá-lo. Mesmo os Estados que o ratificam podem fazer ressalvas aos procedimentos de comunicação e investigação.

## Decisões do Comitê em relação ao Protocolo

### Requerimentos e queixas admitidas
A Convenção sobre a eliminação de todas as formas de discriminação contra as mulheres levou em consideração onze queixas contra sete países desde que o Protocolo Facultativo entrou em vigor, envolvendo questões como violência doméstica, separação de propriedade, esterilização forçada e licença parental. Seis denúncias foram rejeitadas por falta de jurisdição ou porque os denunciantes não haviam esgotado todos os recursos internos. As outras cinco decisões estão resumidas abaixo:
- Em 2005, no caso da Sra. A.T contra a Hungria, o Comitê decidiu que a Hungria havia violado vários artigos da Convenção ao não proteger adequadamente as mulheres contra a violência doméstica. Recomendou que a queixosa fosse imediatamente protegida do ex-parceiro abusador e que a Hungria melhorasse o tratamento dos casos de violência doméstica e adotasse imediatamente a recomendação anterior do Comitê, referente à adoção de uma lei que reconheça ordens de proteção e exclusão. As recomendações foram implementadas durante o sexto relatório periódico da Hungria, apresentado ao Comitê em 2006.[11][12]

- Em 2006, no caso Dung Thi Thuy Nguyen contra os Países Baixos, o Comitê expressou reservas sobre alguns aspectos das prestações de licença de maternidade nos Países Baixos. Recomendou que o governo neerlandês coletasse mais informações sobre o número de mulheres que combinam trabalho remunerado em meio período com trabalho autônomo e que revisse a lei se um número significativo de mulheres fosse considerado desfavorecido.[13]

- Em 2006, no caso de Sra. A.S contra a Hungria, o Comitê concluiu que a esterilização forçada de ciganas na Hungria violava a Convenção. Recomendou que a reclamante fosse compensada pela violação de seus direitos, além de uma revisão completa da legislação em torno do consentimento informado em casos de esterilização visando garantir que cumpria os padrões internacionais de direitos humanos e o monitoramento regular das instalações médicas húngaras para garantir que todas as mudanças fossem postas em prática.[14]

- Em 2007, nos casos de Şahide Goekce e Fatma Yildirim (ambas falecidas) contra a Áustria, o Comitê decidiu que o governo austríaco não protegeu as mulheres contra a violência doméstica. Recomendou o fortalecimento da implementação e supervisão da legislação existente sobre violência doméstica e a melhoria do treinamento da polícia para lidar com casos desta natureza.[15][16]

### Investigações
O Comitê também conduziu uma investigação sobre as violações graves ou sistemáticas do artigo 8º, em relação ao assassinato sistemático de mulheres na cidade de Ciudad Juárez, estado de Chihuahua, no México. O relatório conclusivo do Comitê Constatou graves faltas por parte do governo mexicano, que consistem na permanência e tolerância da violação dos direitos humanos das mulheres em seu território, sendo uma de suas manifestações mais brutais a violência de gênero e os homicídios e desaparecimentos de mulheres de uma forma muito generalizada e sistemática. O Comitê fez as seguintes recomendações: que autoridades federais e estaduais participem da investigação dos assassinatos de mulheres; que sejam punidos os oficiais negligentes ou cúmplices e os envolvidos na perseguição aos familiares das vítimas; e que os planos de prevenção da violência sejam ampliados.